# Брадано
Брада́но (итал. Bradano) — река в Италии. Течёт по территории четырёх провинций Южной Италии: Потенца, Матера, Бари и Таранто. Впадает в Ионическое море.
Длина реки составляет 120 км. Площадь водосборного бассейна равняется 2765 км². Среднегодовой расход воды в устье — 7 м³/с.
Исток реки находится возле Кастель-Лагопезоле на территории коммуны Авильяно. Преобладающим направлением течения Брадано является юго-восток. Впадает в залив Таранто возле Метапонто на территории коммуны Бернальда.